# Dahi Al Naemi
Dahi Al Naemi (Catar; 5 de septiembre de 1978) es un exfutbolista de Catar que jugaba en la posición de defensa.

## Carrera

### Club
| Periodo   | Club         | Apariciones | Goles |
| --------- | ------------ | ----------- | ----- |
| 1995–2005 | Al Sadd SC   | 124         | 2     |
| 2005–2007 | Al Wakrah SC | 38          | 0     |
| 2007      | Al-Rayyan SC | 7           | 0     |
| 2007–2011 | Umm-Salal SC | 55          | 2     |

### Selección nacional
Jugó para Qatar en 32 ocasiones de 1997 a 2005 y anotó tres goles; participó en la copa Mundial de Fútbol Sub-17 de 1995 y en la Copa Asiática 2000.

## Logros
- Liga de fútbol de Catar (2): 1999–2000, 2003–04
- Copa del Emir de Catar (5): 1999–2000, 2000–01, 2002–03, 2004–05, 2007-08
- Copa Príncipe de la Corona de Catar (2): 1999, 2003
- Copa del Jeque Jassem (4): 1997, 1999, 2001, 2009
- Liga de Campeones Árabe (1): 2001